# 訃報 1992年4月
訃報 1992年4月（ふほう 1992ねん4がつ）では、1992年（平成4年）4月中に物故した、又は物故が報じられた人物についてまとめる。

## （1日 - 15日）

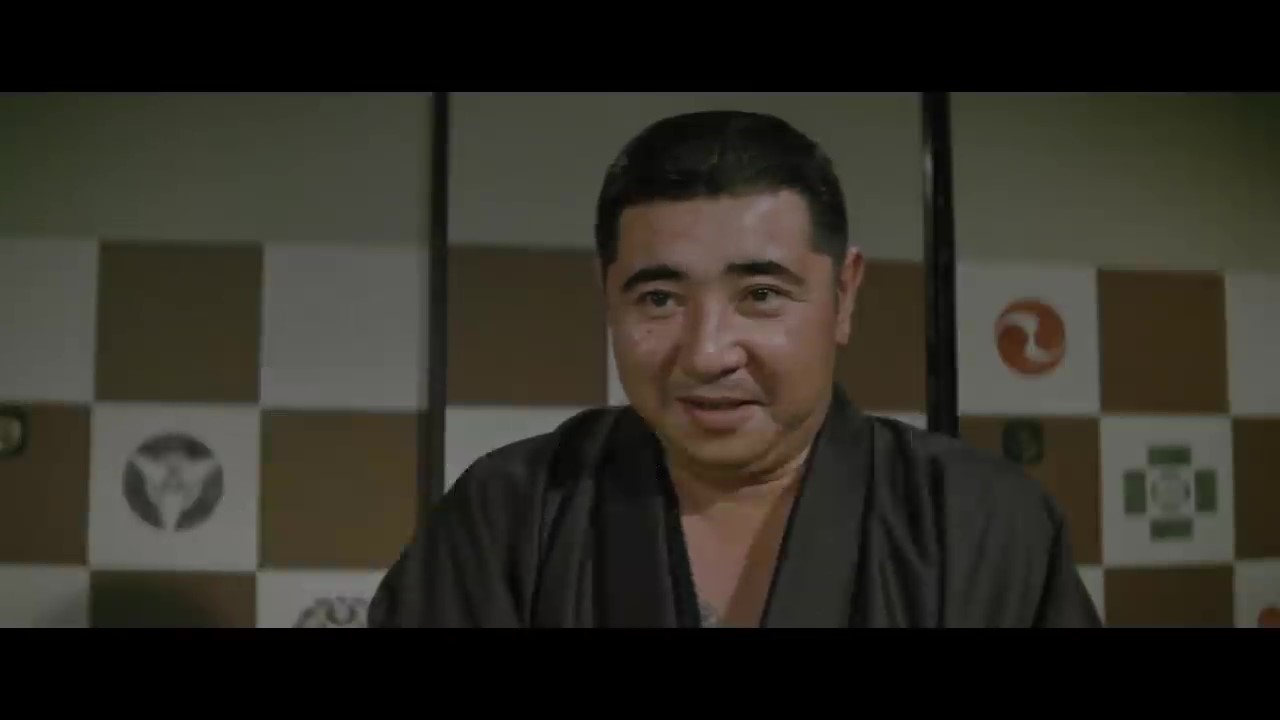
若山富三郎 / 4月2日没

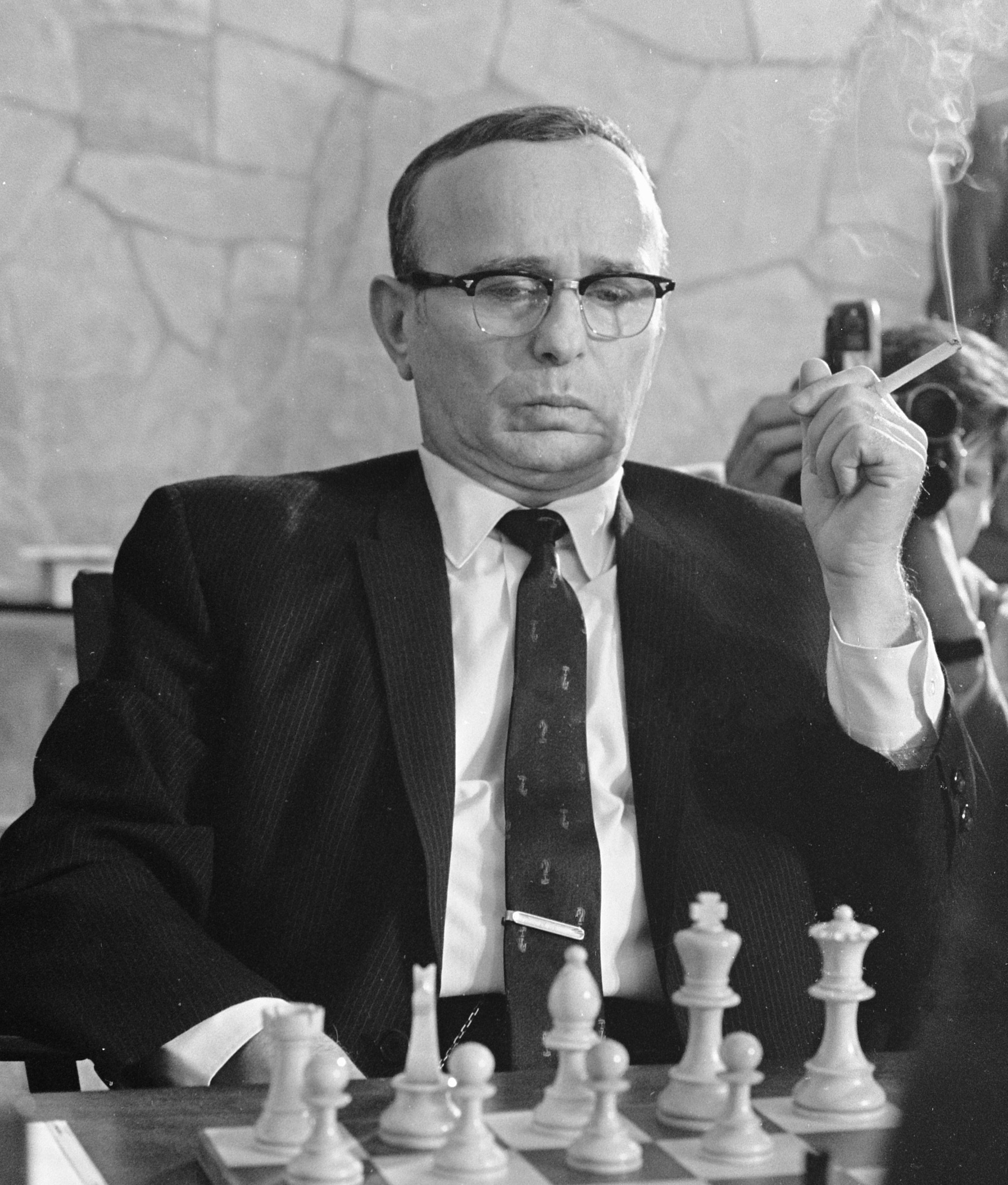
サミュエル・ハーマン・レシェフスキー / 4月4日没

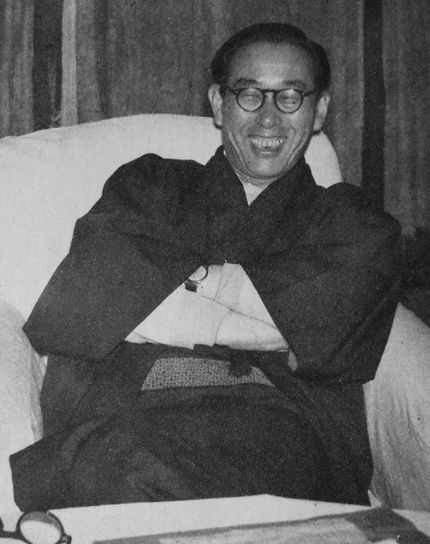
安孫子藤吉 / 4月6日没

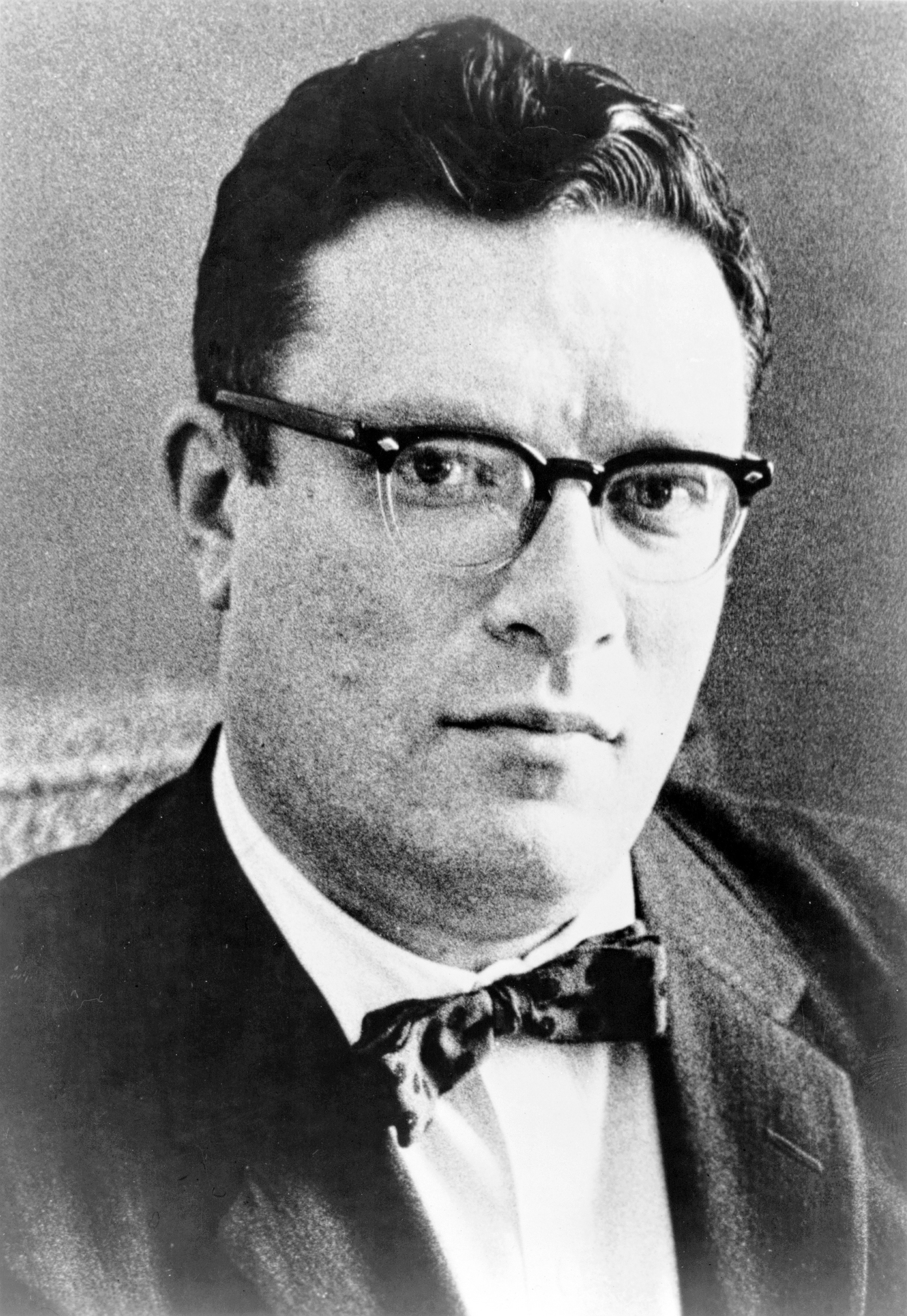
アイザック・アシモフ / 4月6日没

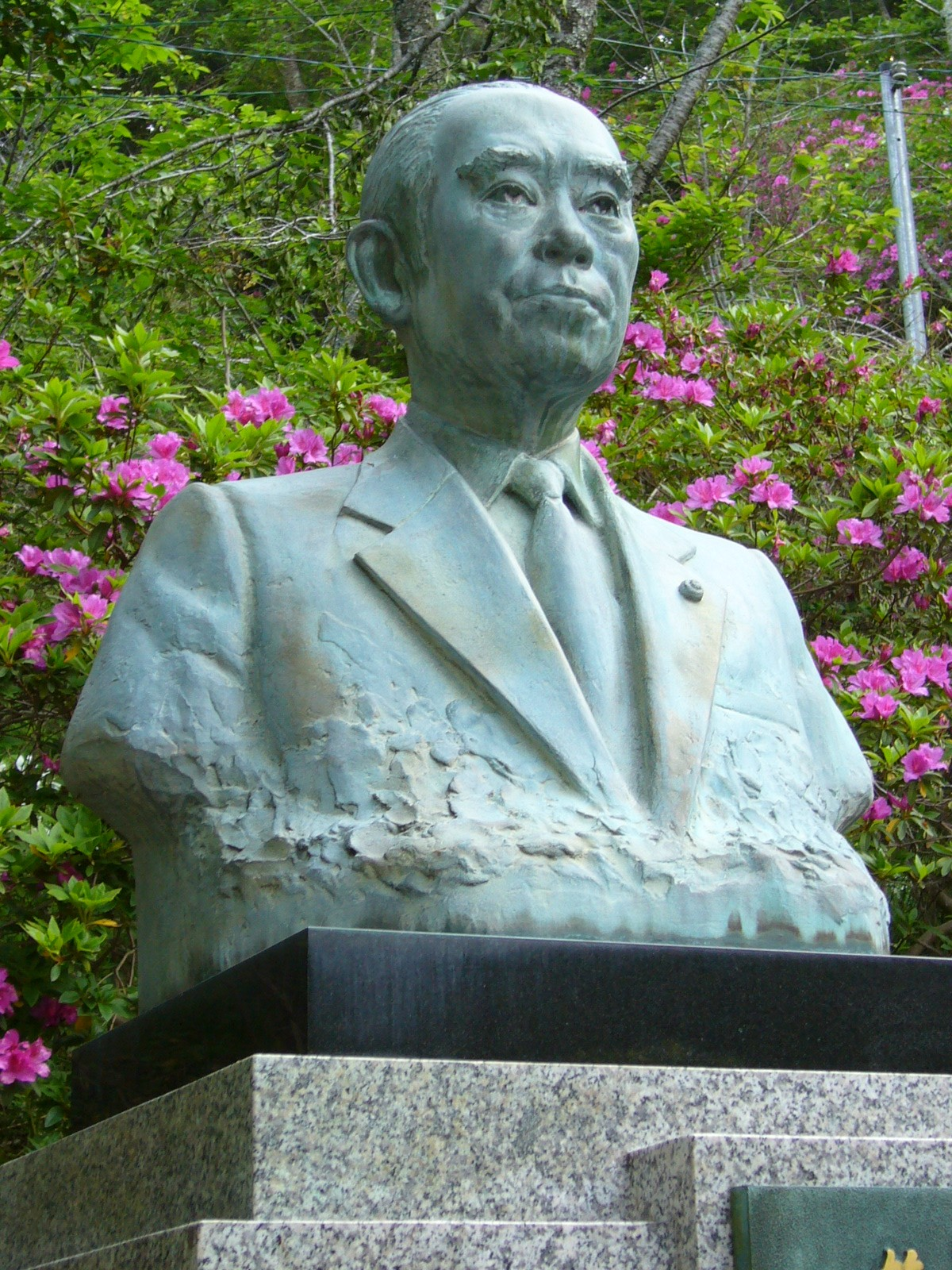
山村新治郎 / 4月12日没

- 4月1日 - コンスタンチン・セルゲーエフ（英語版）、バレエダンサー、振付師（* 1910年）
- 4月2日 - 若山富三郎、映画俳優（* 1929年）
- 4月4日 - サミュエル・ハーマン・レシェフスキー、チェスの選手（* 1911年）
- 4月6日 - 安孫子藤吉、農林官僚・政治家（* 1904年）
- 4月6日 - アイザック・アシモフ、SF作家（* 1920年）
- 4月8日 - ナベ、日本のベーシスト、じゃがたら・TOMATOSのメンバー（生年不明）
- 4月10日 - 扇谷正造、評論家・編集者（* 1913年）
- 4月11日 - ジェームズ・ブラウン（英語版）、元俳優（* 1920年）
- 4月12日 - 番匠義彰、映画監督（* 1922年）
- 4月12日 - 山村新治郎、政治家（* 1933年）
- 4月15日 - オーティス・バートン、探検家・発明家・俳優（* 1899年）

## （16日 - 30日）

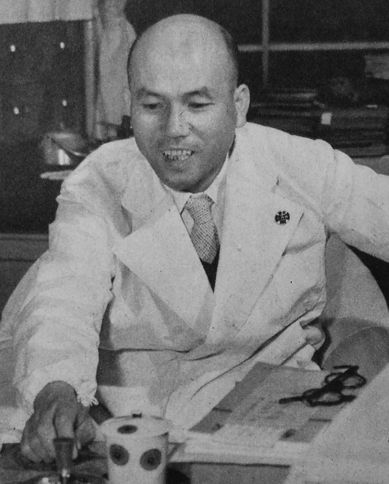
沖中重雄 / 4月20日没

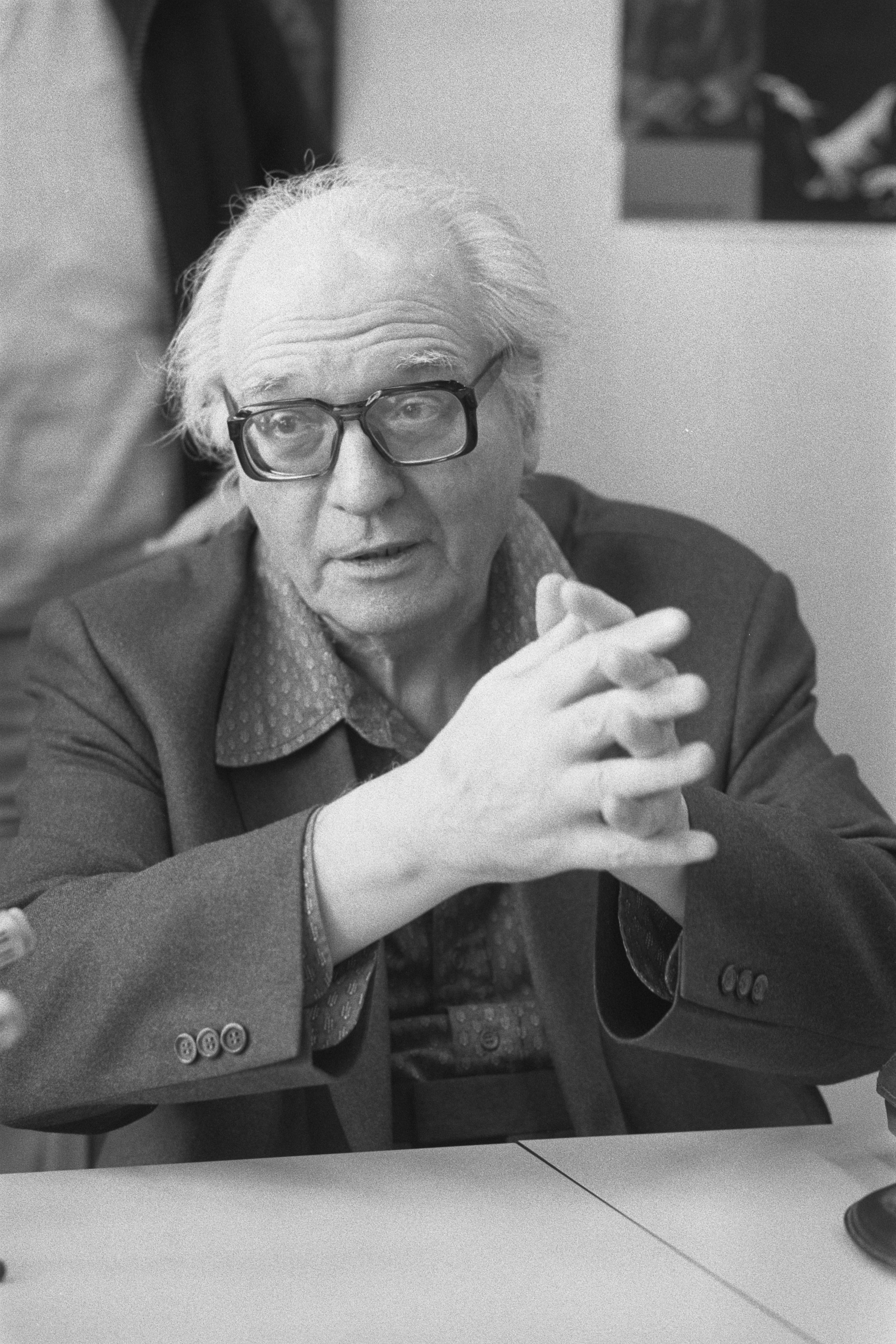
オリヴィエ・メシアン / 4月27日没

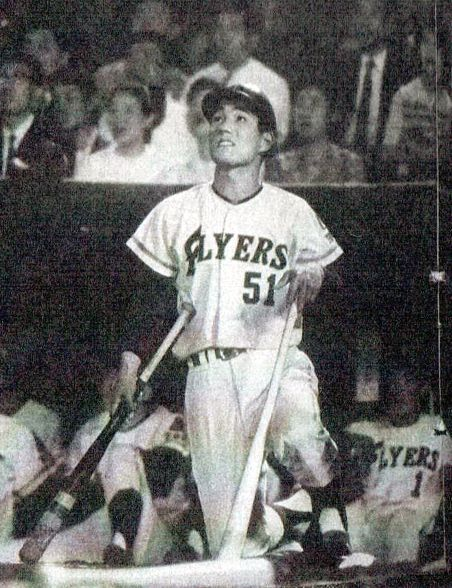
大杉勝男 / 4月30日没

- 4月20日 - 沖中重雄、内科学者（* 1902年）
- 4月21日 - 内司正弘、元プロ野球選手（* 1933年）
- 4月25日 - 尾崎豊、シンガーソングライター（* 1965年）
- 4月27日 - オリヴィエ・メシアン、作曲家（* 1908年）
- 4月28日 - フランシス・ベーコン、画家（* 1909年）
- 4月28日 - 近藤宏、俳優（* 1925年）
- 4月28日 - ブライアン・ポッカー、フィギュアスケート選手（* 1959年）
- 4月30日 - 大杉勝男、元プロ野球選手（* 1945年）